# Estación Ezeiza
Ezeiza es una estación ferroviaria ubicada en la ciudad homónima, en el partido homónimo, Gran Buenos Aires, Argentina.

## Origen
Fallecido José María Ezeiza y también su hija, el yerno donó al Ferrocarril Oeste el predio donde se levantó una estación, con la condición de que lleve el nombre de José María Ezeiza. Las tierras ricas y fértiles se fraccionaron, se formaron chacras, quintas, poblaciones que crecieron y se desarrollaron con la llegada del ferrocarril. La actividad tambera fue una de las principales del incipiente pueblo y diariamente dos trenes cargados de tarros de leche partían hacia Buenos Aires para su comercialización.

## Servicios
Es la estación terminal del servicio eléctrico metropolitano de la Línea General Roca que se presta entre ésta y la Plaza Constitución. A partir de aquí comienza el servicio diésel a Cañuelas.

## Infraestructura
Posee cinco andenes en total: cuatro elevados para el servicio eléctrico a Constitución, y uno bajo para el servicio diésel a Cañuelas.

## Diagrama
| Plataforma Sur           | |
| Vía 1                    | Terminal de trenes provenientes de Constitución Terminal de trenes directos provenientes de Constitución Partida de trenes hacia Constitución (próxima El Jagüel) Partida de trenes directos hacia Constitución (próxima El Jagüel) |
| Vía 2                    | Terminal de trenes provenientes de Constitución Terminal de trenes directos provenientes de Constitución Partida de trenes hacia Constitución (próxima El Jagüel) Partida de trenes directos hacia Constitución (próxima El Jagüel) |
| Plataforma central       | |
| Vía 3                    | Terminal de trenes provenientes de Constitución Terminal de trenes directos provenientes de Constitución Partida de trenes hacia Constitución (próxima El Jagüel) Partida de trenes directos hacia Constitución (próxima El Jagüel) |
| Plataforma central Norte | |
| Vía 4                    | Partida de trenes hacia Cañuelas (próxima Unión Ferroviaria) Terminal de trenes provenientes de Cañuelas |